# Ликастро Масанова-Омбрече (Козенца)
Ликастро Масанова-Омбрече је насеље у Италији у округу Козенца, региону Калабрија.
Према процени из 2011. у насељу је живело 256 становника. Насеље се налази на надморској висини од 465 м.